# Polina
Polina ist ein weiblicher Vorname.

## Bedeutung und Herkunft
Polina ist entweder eine Kurzform von Apollinaria, der weiblichen Form von Apollinaris, dem Namen des griechischen Sonnengottes Apollon. Alternativ stammt der Name aus Russland und ist eine Variante von Pavlina, der russischen Form von Paulina oder Pauline.

## Namensträgerinnen

### Vorname
- Polina Astachowa (1936–2005), ukrainische Turnerin
- Polina Bratuhhina (* 1987), estnische Beachvolleyballspielerin
- Polina Wiktorowna Daschkowa (* 1960), russische Kriminalautorin
- Polina Sergejewna Gagarina (* 1987), russische Sängerin
- Polina Olegowna Kalsina (* 1989), russische Skilangläuferin
- Polina Konstantinowna Kempf (* 1999), russische Wasserballspielerin
- Polina Sergejewna Maltschikowa (* 1986), russische Ski-Orientierungsläuferin
- Polina Jurjewna Michailowa (* 1986), russische Tischtennisspielerin
- Polina Denissowna Ossipenko (1907–1939), sowjetische Fliegerin
- Palina Pechawa (* 1992), belarussische Tennisspielerin
- Polina Wiktorowna Scherebzowa (* 1985), Schriftstellerin und Dichterin
- Polina Schmal (* 2004, deutsch-russische Schauspielerin)
- Polina Semionowa (* 1984), russische Ballett-Tänzerin
- Polina Semjonowna Schemtschuschina (1897–1970), sowjetische Politikerin
- Polina Seronossowa (* 1993), belarussisch-russische Skilangläuferin
- Palina Smolawa (* 1980), belarussische Sängerin
- Polina Suslowa, eigentlich Apollinaria Prokofjewna Suslowa (1839–1918), russische Schriftstellerin
- Polina Semjonowna Winogradskaja (1897–1970), sowjetische Soziologin, Frauenrechtlerin und spätere Bibliothekarin
- Polina Zilberman (* 1969), moldauische Schachspielerin

### Künstlername
- Anna Polina (* 1989), russisch-französische Pornodarstellerin und Model

## Sonstige Bedeutungen
- Polina (Ort), eine Gemeinde in der Slowakei
- Polinas Tagebuch, literarisches Werk der Schriftstellerin Polina Scherebzowa aus dem Jahr 2014